# Wurzel-Jesse-Fenster (Épinay-sur-Orge)

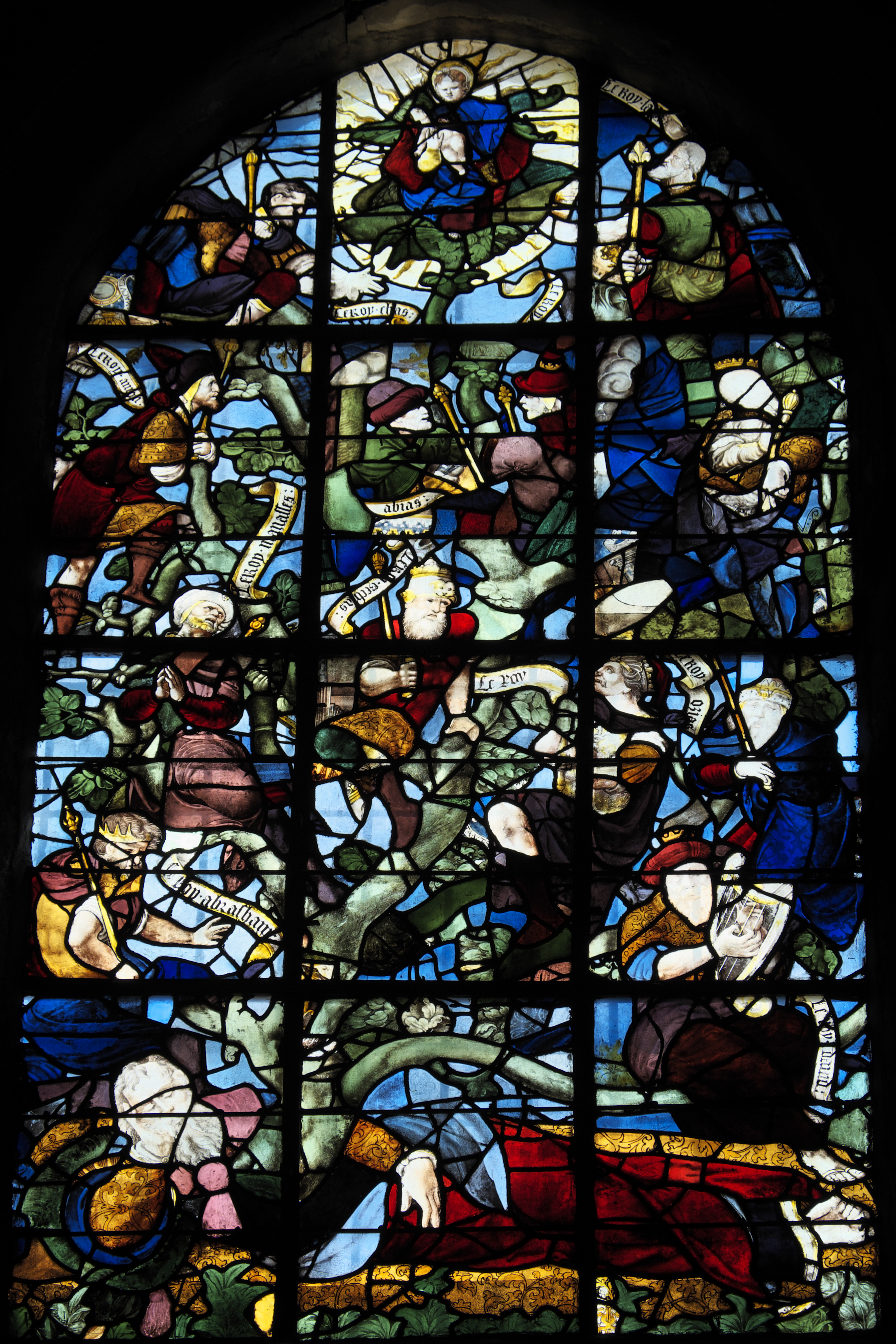
Wurzel-Jesse-Fenster in Épinay-sur-Orge

Das Wurzel-Jesse-Fenster in der katholischen Kirche St-Leu-St-Gilles in Épinay-sur-Orge, einer französischen Gemeinde im Département Essonne in der Region Île-de-France, wurde im 16. Jahrhundert geschaffen. Im Jahr 1911 wurde das Bleiglasfenster als Monument historique in die Liste der geschützten Objekte (Base Palissy) in Frankreich aufgenommen.

## Beschreibung
Das drei Meter hohe Fenster in der nördlichen Kapelle stammt aus einer unbekannten Werkstatt. Die Wurzel Jesse ist ein weit verbreitetes Bildmotiv der christlichen Kunst des Mittelalters und der frühen Neuzeit. Es wird der Stammbaum Christi in Gestalt eines Baumes dargestellt, der aus der Figur Jesses herauswächst, dem Vater König Davids. Jesse wird schlafend gezeigt und als folgende Zweige des Baumes erscheinen David und weitere elf Könige Israels. Den Abschluss bildet die Darstellung Marias mit Kind.